# Taifa di Purchena
La Taifa di Purchena (in arabo طائفة بُرْشَانَة‎?) era un regno medievale Islamico taifa Moresco di al-Andalus, che esisteva, nell'attuale Spagna meridionale, nel 1145, alla caduta dell'Impero almoravide, ed esistente, per circa cinque anni, fino a quando fu conquistata da Muhammad ibn Mardanish della Taifa di Murcia. 

La taifa era costituita dalla città di Purchena (attualmente in Provincia di Almería, 65 km. a nord di Almería) ed i territori limitrofi.

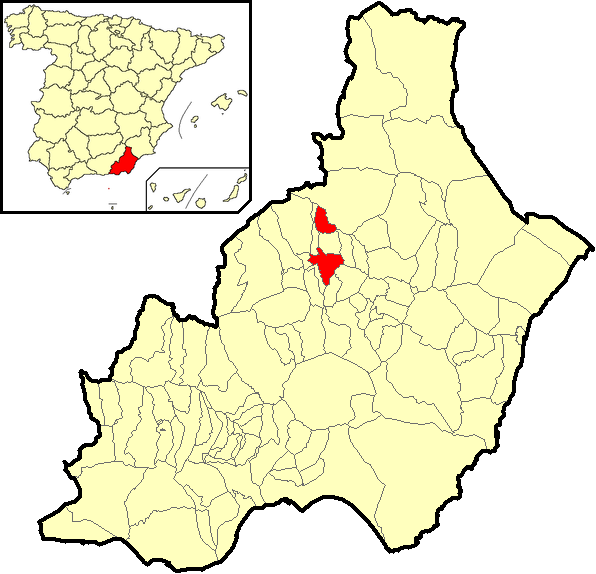
Attuale estensione del comune di Purchena, nella Provincia di Almería.

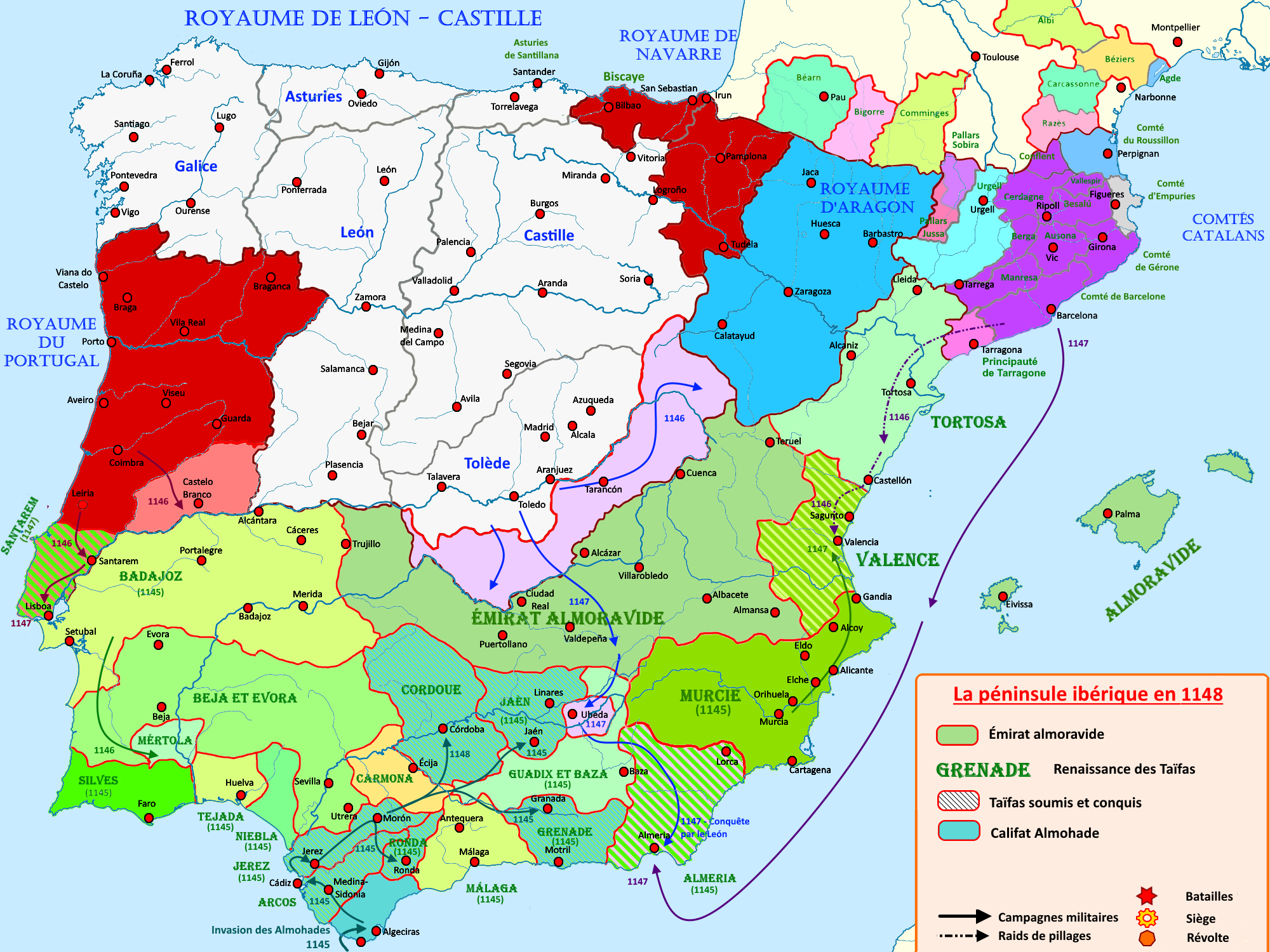
La taifa di Purchena, nel 1148, indicata come Almería, città che faceva parte della taifa

## Storia
Quando l'Impero almoravide perdette vigore vi fu un secondo periodo di espansione dei regni indipendenti, che viene ricordato come Seconda taifa; di questa taifa si hanno poche notizie: si conosce il nome del re, Ibn Miqdam, ed il periodo di regno, che ebbe breve durata, tra il 1145 ed il 1150 circa, quando la taifa venne occupata dalla Taifa di Murcia.

Muhammad ibn Mardanish, figlio del governatore di Fraga Saʿd ibn Mardanīsh (discendente da una famiglia cristiana di nome Martinez), si erse a difensore di tutto il Levante di al-Andalus, conquistando buona parte del sud di al-Andalus, arrivando sino alle porte di Granada.

### Fonti primarie
- (EN)  Muslim Spain and Portugal: A Political History of al-Andalus

### Letteratura storiografica
- Rafael Altamira, "Il califfato occidentale", in: «Storia del mondo medievale», Cambridge History of Middle Age, vol. II, 1999, pp. 477–515.]
- Rafael Altamira, La Spagna (1031-1248), in "Storia del mondo medievale", vol. V, 1999, pp. 865–896
- La recomquista